# World Geodetic System 1984

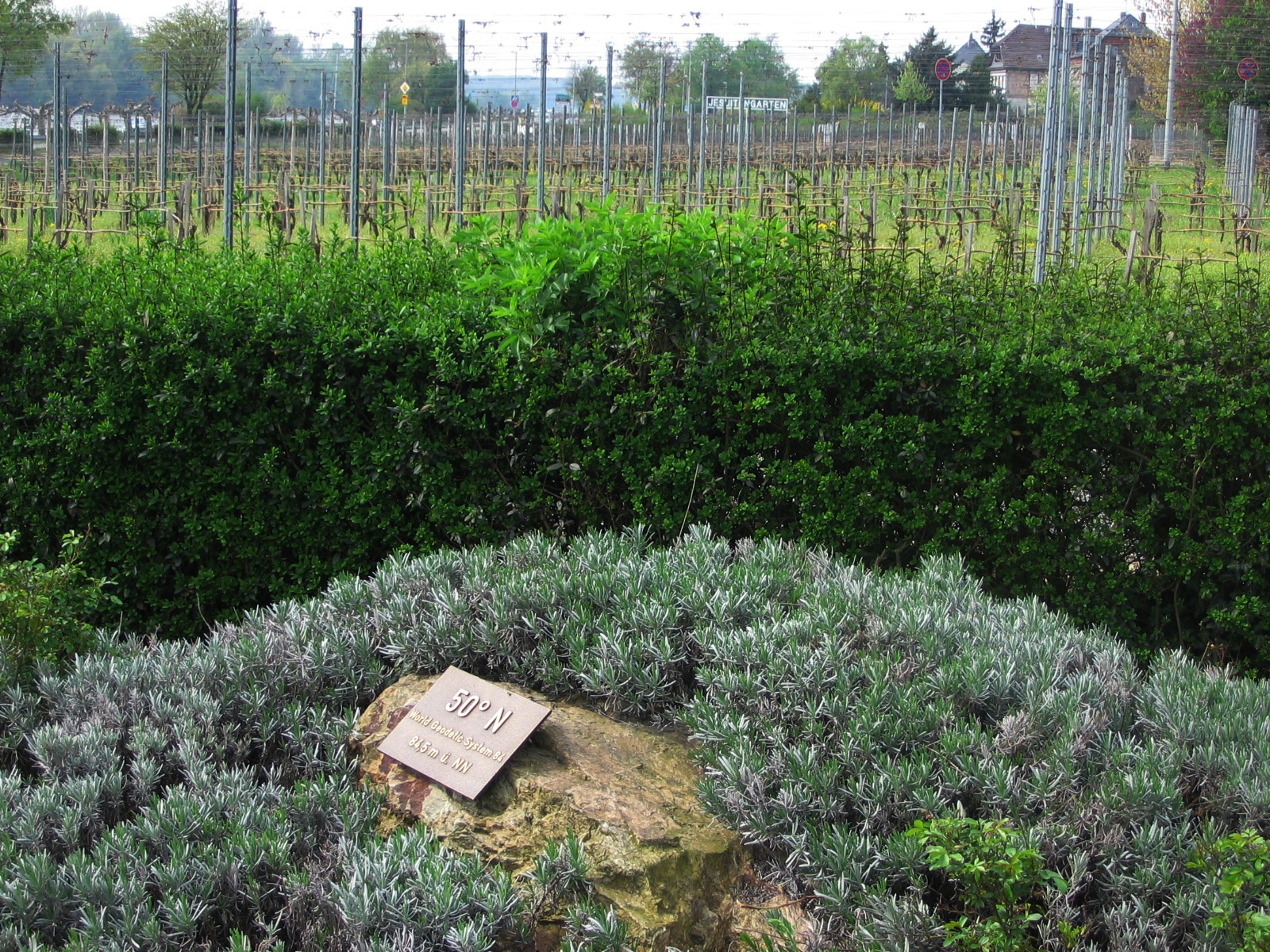
Lage des 50. Breitengrades nach World Geodetic System 1984 (WGS 84) in Oestrich-Winkel im Rheingau. Nach dem für topografische Karten in Deutschland angenommenen Potsdam Datum liegt der 50. Breitengrad hier etwa 130 Meter weiter südlich.

Das World Geodetic System 1984 (WGS 84) ist ein Referenzsystem der Geodäsie als einheitliche Grundlage für Positionsangaben auf der Erde und im erdnahen Weltraum. Es löste das Europäische Datum 1950 (ED50) inklusive der Varianten ab.

## Bestandteile
Das System besteht aus:
- einem Referenzellipsoid, das in seiner Einfachheit bestmöglich der Erdoberfläche angepasst ist, für Ortsangaben nach geographischer Länge und Breite;
- einem detaillierten Modell für die von dieser idealisierten Form abweichende Erdfigur, das sogenannte Geoid; aktuell ist das EGM96 (Earth Gravitational Model 1996);
- einem Satz dreidimensionaler Koordinaten der zwölf über die Erde verteilten Fundamentalstationen für die Verankerung obiger Modelle in der Erdkruste.

## Referenzellipsoid
Die Werte für die Größe und Abplattung der Erde sowie ihr Gravitationsfeld werden fortlaufend präzisiert. Damit aber das Ellipsoid eine stabile Referenz bildet, werden seine offiziellen Parameter nur im Abstand mehrerer Jahrzehnte neu festgelegt. Im WGS84 bzw. GRS 80 sind sie:
- große Halbachse a = 6.378.137 Meter,
- Abplattung f = 1 / 298,257223563 entsprechend einer kleinen Halbachse b = a(1−f) von etwa 6.356.752 Metern,
- Geozentrische Gravitationskonstante G·M⊕ = 3,986004418·1014 m³/s² (das Produkt ist genauer zu bestimmen als die Einzelfaktoren),
- Rotationsgeschwindigkeit {\displaystyle \omega } = 7,292 115·10−5 rad/s.

Die Parameter des WGS84-Referenzellipsoides entsprechen etwa denen des GRS-80-Referenzellipsoides.

## Koordinatensystem
Das Koordinatensystem, in dem das Referenzellipsoid, das Geoid und die Lage der Fundamentalstationen definiert sind, ist ein kartesisches Rechtssystem (Z weist zum Nordpol, X in Richtung 0° Länge und Breite, Y nach 90° Ost). Seine Definition folgt den Vorgaben des IERS:
- Es ist zentriert auf den Schwerpunkt der Erde inklusive Atmosphärenmasse.
- Seine Längenskala ist die lokale, im durch die Masse der Erde relativistisch gekrümmten Raum.
- Die Orientierung seiner Achsen relativ zur Erdkruste (Referenzpol und Referenzmeridian) entsprach zur Epoche 1984.0 der des IERS (damals BIH).
- Die zeitliche Entwicklung seiner Orientierung folgt global der Rotation der Erdkruste (die Bewegung der Kontinentalplatten erfolgt gegeneinander, ohne Nettorotation).

Die Vermessung der Positionen der Fundamentalstationen zueinander und ihr Anschluss an den International Terrestrial Reference Frame (ITRF) des IERS erfolgt regelmäßig über GPS; so entspricht der Station-Set G730 der Epoche 1994, der Station-Set G873 der Epoche 1997.
Dieses Koordinatensystem entspricht dem EPSG-Code: 4326.
Die geographischen Koordinaten können als geographische Breite zwischen −90° und +90° und als geographische Länge zwischen −180° und +180° angegeben werden, zum Beispiel für das Rathaus der Stadt Oestrich-Winkel, Paul-Gerhardt-Weg 1, mit 50° 0′ 30,75″ / 8° 1′ 11,5″ oder in Dezimalschreibweise 50,008542° / 8,019861°. Die Koordinatenwerte für Punkte südlich des Äquators und westlich des Nullmeridians sind negativ und lauten etwa für die Stadt Rio de Janeiro −22° 54′ / −43° 12′ oder in Dezimalschreibweise −22,9° / −43,2°.

## Gravitationsmodell
Aktuell gilt das Gravitationsmodell WGS84-EGM96. Die Ortsabhängigkeit des Erdschwerepotentials wird beschrieben durch Kugelflächenfunktionen der zugeordneten Legendrepolynome. Die Entwicklungskoeffizienten Cnm und Snm der Reihenentwicklung sind bis zum Grad n und Ordnung m von 360 vermessen, insgesamt mehr als 130.000 Koeffizienten.
Kurzzeiteffekte, wie Gezeiteneffekte, die eine Höhenverschiebung von bis zu 50 cm verursachen, bleiben unberücksichtigt. Langfristige Änderungen, beispielsweise verursacht durch die Kontinentaldrift von einigen Zentimetern pro Jahr, werden als Korrekturen des bestehenden Modells notiert. Die tektonischen Bewegungen betragen stellenweise bis zu 7 cm im Jahr.

## Gebrauch des Systems
Im Jahr 2000 waren 123 Koordinatensysteme über ein geodätisches Datum an das WGS-84-Ellipsoid angebunden. Hierdurch wird die Konvertierung von Positionsangaben zwischen den Koordinatensystemen wesentlich vereinfacht. Der Standard WGS 84 wurde durch Beschluss der ICAO 1989 für die Luftfahrt übernommen. Auch die Geoinformationssysteme verschiedener Anbieter verwenden das System.

## Abweichungen zu anderen geodätischen Daten
Der Referenzmeridian des IERS verläuft etwa 100 Meter östlich an der Königlichen Sternwarte Greenwich vorbei (am Äquator ist die Abweichung zum Greenwicher Nullmeridian geringer).
Die vernachlässigbare Abweichung der definierten Abplattung von der des ursprünglich verwendeten GRS-80-Ellipsoids (f ≈ 1/298,257 222) entspricht 0,1 mm in der kleinen Halbachse und entstand durch Rundung bei der Hin- und Rückumrechnung zwischen Abplattung und dem entsprechenden Koeffizienten der Kugelflächenfunktion.
Für G·M⊕ wurde in einer früheren Version von WGS 84 der ungenauere GRS-80-Wert 3,986 005·1014 m³/s² verwendet. Dieser Wert ist in Millionen von GPS-Empfängern fest programmiert und wird deshalb vom GPS-Kontrollsegment weiterhin verwendet, um an die mit dem neueren Wert prognostizierten Satellitenpositionen Kepler-Ellipsen anzupassen, deren Parameter den GPS-Empfängern als Ephemeriden übermittelt werden.
Zur Epoche 1989.0 waren das ITRS und das ETRS innerhalb der Messgenauigkeit identisch. Letzteres ist aber über Fundamentalstationen an die Eurasische Platte verbunden und bewegt sich mit 2,5 cm pro Jahr gegen das globale System.